# Parafia św. Floriana w Kolbudach
Parafia św. Floriana w Kolbudach – rzymskokatolicka parafia należąca do dekanatu Kolbudy archidiecezji gdańskiej. Została założona w 1982. Mieści się przy ulicy Wybickiego.